# أهنز
أهنز (بالفارسية: اهنز) هي مستوطنة تقع في قسم قزقانتشاي الريفي (مقاطعة فيروزكوه) في إيران. يقدر عدد سكانها بـ 418 نسمة بحسب إحصاء 2016.